# Мадагаскарский хребет
Мадагаскарский хребет — подводная платообразная возвышенность на дне Индийского океана, которая является продолжением острова Мадагаскар. К западу от хребта располагается Мозамбикская котловина, к востоку — Мадагаскарская.
Хребет вытянут в направлении, близком к меридиональному между 10 и 30° южной широты; его протяжённость составляет около 1000 км, ширина — 400 км, наименьшая глубина 18 м в районе банки Уолтерс. Тип земной коры соответствует континентальному.